# بندیکت هوودس
بندیکت هوودس (آلمانی: Benedikt Höwedes؛ زادهٔ ۲۹ فوریهٔ ۱۹۸۸) بازیکن سابق فوتبال اهل آلمان است.
هوودس همراه تیم ملی فوتبال آلمان قهرمان جام جهانی فوتبال ۲۰۱۴ شده است. وی در ۱ آگوست ۲۰۲۰ از دنیای فوتبال خداحافظی کرد.

## شروع کار در شالکه

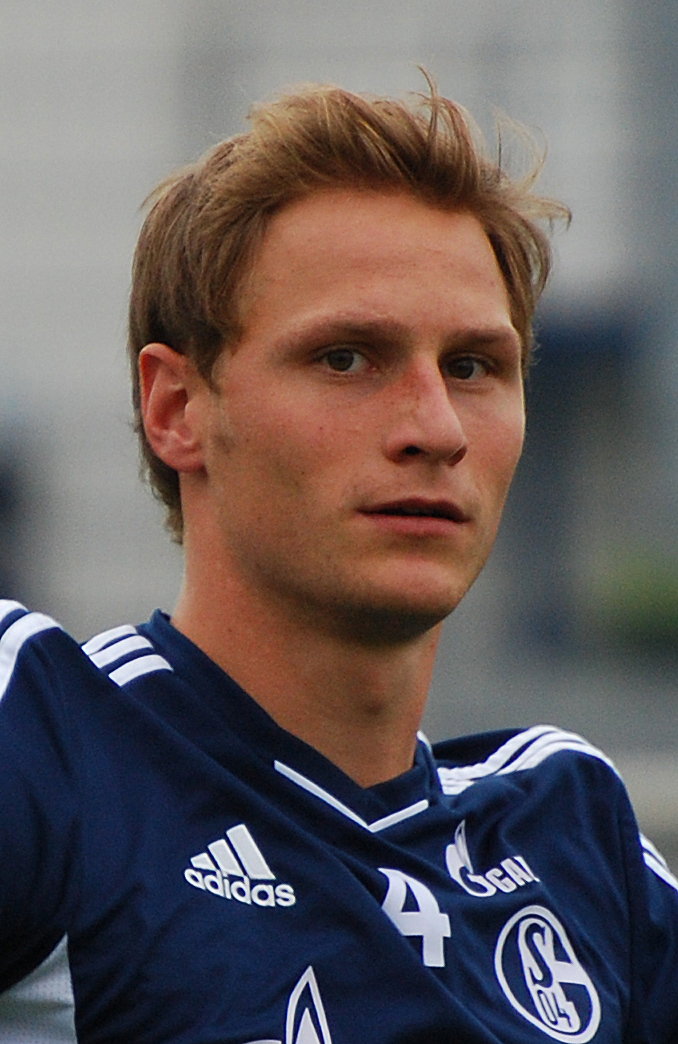
2011

وی اولین بازی خود را برای شالکه در لیگ قهرمانان اروپا انجام داد. وی در سوم اکتبر ۲۰۰۷ برای اولین بار به‌طور رسمی برای شالکه بازی کرد و در حالیکه از ابتدا به زمین آمده بود به همراه شالکه مقابل روزنبرگ صف آرایی کرد و در انتها بازی را ۲–۰ پیروز شدند.